# Франциск от Асизи
Вижте пояснителната страница за други личности с името Свети Франциск.
Свети Франциск от Асизи, или Свети Франциск Асизки (на латински: Sanctus Franciscus Assisiensis) е римокатолически монах светец, основател на Ордена на миноритите („по-малки братя“ на Христос), по-известен като Францисканския орден. Свети Франциск от Асизи е светец-покровител на Италия, а също и светец-покровител на животните – на патронния му празник – 4 октомври, от 1931 г. по решение на Международния конгрес на привържениците на движението за защита на природата се отбелязва Световният ден за защита на животните.
Свети Франциск е един от най-известните християнски светци. Личността му привлича хора с най-различни възгледи и възприятия за света. Той точно следвал евангелския идеал и подражавал на Христос толкова съвършено, че бива наречен „Alter Christus“ – „Втори Христос“.
Свети Франциск се откроява със своето състрадание, което обаче не го довежда до мирова скръб, а под въздействие на жизнерадостната му натура се преобразява в любвеобилно съчувствие, обхващащо цялата природа, одушевена и неодушевена.

## Биография
Франческо ди Пиетро ди Бернардоне се ражда в заможно семейство на търговец в гр. Асизи, а майка му вероятно е от Франция. Момчето изучава латински и френски и живо се интересува от провансалската култура на трубадурите. Като младеж е признат водач на връстниците си в града.
През 1202 г. участва във войната между Асизи и Перуджа и попада в плен, а след като го освобождават, се разболява сериозно. Опитва да се присъедини към папските войски срещу Фридрих II в Апулия, но по пътя получава видение, което го кара да се върне. Първоначално го разчита като „възстановяване на църквата (сградата) в Асизи“, но по-късно го разбира по-мащабно, че трябва „да съгради наново небесния град“. Това го кара да загърби охолството и да тръгне да разпространява Евангелието из народа. Започва да раздава имуществото си така щедро, че баща му е принуден да го лиши от наследство. Разказва се, че Франциск не само захвърля богатството, но и удобните си дрехи и навлича най-прост чувал (затова традиционно се изобразява в семпла кафява одежда). Бедността и милосърдието са двете основни ценности на ордена, който основава.
Сред най-известните легенди за живота на Франциск е тази за бодливия храст: веднъж, когато дяволът подлага на изкушение светия мъж, той, за да го избегне, се хвърля в един трънак, а трънакът разцъфва в розов храст. Друга прочута история е тази за разпнатия серафим, който се явява на Франциск през 1224 г. и прехвърля върху тялото на светеца Исусовите стигмати.
На него е кръстена най-старата сграда в Сан Франциско, САЩ – църквата „Мисия Свети Франциск от Асизи“, от която заимства името си и градът.

## Молитвата на Свети Франциск
Молитва на Св. Франциск

Господи! Направи ме оръдие на своя мир:

там, където вилнее омраза, нека посея любов;

там, където кървят рани – милост;

там, където разяжда съмнение – вяра,

там, където гнети отчаяние – надежда,

където владее тъма – светлина,

там, където съсипва горест – радост.

О, Боже Всемогъщи! Дай ми

да не очаквам утеха, а да утешавам;

да не очаквам разбиране, а да разбирам;

да не очаквам обич, а да обичам!

Защото само давайки, получаваме,

само поради прошката сме опростени,

и само в смъртта на себичния „аз“

се раждаме за вечен живот.

Превод: Константин Димитров

## В България
В България има три храма и един манастир, посветени на Свети Франциск от Асизи. В София се намира мъжкият манастир и едноименната черква „Свети Франциск от Асизи“, които са част от източнокатолическата (униатска) църква в България.
В град Белозем се намира също черква, посветена на Свети Франциск, като храмът е част от Софийско-пловдивската епархия на Католическата църква от латински обред.

В София се намира гробищният параклис „Свети Франциск“, който е общ за католиците от латински и от източен обред. 

## Последователи
Света Киара

## Издания
- Св. Франциск Ассизский. Сочинения. В 5 т. Т. 1. М., 1995.
- Цветочки Святого Франциска Ассизского: Сборник: Переводы. Сост. Стогов И. СПб., Амфора, 2006 (Александрийская библиотека).